# Selma Gräfin von der Gröben
Selma Tusnelda Wilhelmine Karoline von der Gröben, född 8 november 1856 i Potsdam, död 13 oktober 1938 i Hannover, var en tysk grevinna, kvinnorättsaktivist och filantrop. 
Gröben betraktas som en pionjär inom socialarbete och var en ledande kraft inom den borgerliga och religiösa kvinnorättsrörelsen i Tyskland: hon var ordförande för en av landets största kvinnoföreningar, Deutscher Evangelischer Frauenbund (Tysk-Evangeliska Kvinnoförbundet) från 1910 till 19. Hon var också medgrundare av Gefangenenfürsorge (Fångomsorgen) och Christlich-Sozialen Frauenschule (Kristet-social skolan) i Hannover samt Vereinigung konservativer Frauen (Konservativa Kvinnors Förening).

## Biografi
Selma von der Gröben var dotter till kavalleriofficeren greve Georg Reinhold von der Gröben, medlem av det preussiska överhuset, och Elisabeth zu Münster-Ledenburg. Hon växte upp på familjens herrgård nära Hannover. År 1900 engagerade hon sig i det ett år tidigare grundade Deutscher Evangelischer Frauenbund (DEFB): hon var ordförande för lokalgruppen i Hannover 1901–1910 och vice ordförande för DEFB, i praktiken i delat ledarskap med ordföranden Paula Müller-Otfried, 1910–1921. Efter första världskriget drabbades hon av en depression och avslutade 1921 sin aktivism, men kvarstod som hedersmedlem. Efter Hitlers maktövertagande 1933 uttalade hon sig kritiskt mot nazismens kvinnosyn.